# Linda Vista, Guevea de Humboldt
Linda Vista är en ort i Mexiko.   Den ligger i kommunen Guevea de Humboldt och delstaten Oaxaca, i den sydöstra delen av landet, 500 km sydost om huvudstaden Mexico City. Linda Vista ligger 805 meter över havet och antalet invånare är 162.
Terrängen runt Linda Vista är huvudsakligen kuperad, men åt nordost är den bergig. Terrängen runt Linda Vista sluttar norrut. Runt Linda Vista är det glesbefolkat, med 9 invånare per kvadratkilometer. Närmaste större samhälle är San Miguel, 4,5 km nordost om Linda Vista. I omgivningarna runt Linda Vista växer i huvudsak städsegrön lövskog.